# Bartlett (hrabstwo Carroll)
Bartlett – jednostka osadnicza w Stanach Zjednoczonych, w stanie New Hampshire, w hrabstwie Carroll.